# بويسجيان
بويسجيان (بالفرنسية: Boisjean)‏ هي بلدية تقع في إقليم باد كاليه من منطقة نور با دو كاليه في شمال فرنسا. تبلغ مساحة هذه المدينة 12.74 (كم²)، وترتفع عن سطح البحر 69 م، يبلغ عدد سكانها 467 نسمة حسب إحصاء المعهد الوطني للإحصاء والدراسات الاقتصادية سنة 2009 م. وترأس Andrée Villalojn البلدية خلال فترة (2001-2008).